# Eurydice personata
Eurydice personata là một loài chân đều trong họ Cirolanidae. Loài này được Kensley miêu tả khoa học năm 1987.